# Cantón de Jarnages
El cantón de Jarnages era una división administrativa francesa, que estaba situada en el departamento de Creuse y la región de Limusín.

## Composición
El cantón estaba formado por diez comunas:
- Blaudeix
- La Celle-sous-Gouzon
- Domeyrot
- Gouzon
- Jarnages
- Parsac
- Pierrefitte
- Rimondeix
- Saint-Silvain-sous-Toulx
- Trois-Fonds

## Supresión del cantón de Jarnages
En aplicación del Decreto nº 2014-161 de 17 de febrero de 2014, el cantón de Jarnages fue suprimido el 22 de marzo de 2015 y sus 10 comunas pasaron a formar parte del nuevo cantón de Gouzon.